# Vänersnäs kyrka
Vänersnäs kyrka är en kyrkobyggnad på halvön Vänersnäs i Vänersnäs församling i Vänersborgs kommun. Den tillhör Vänersnäs församling i Skara stift.

## Historia

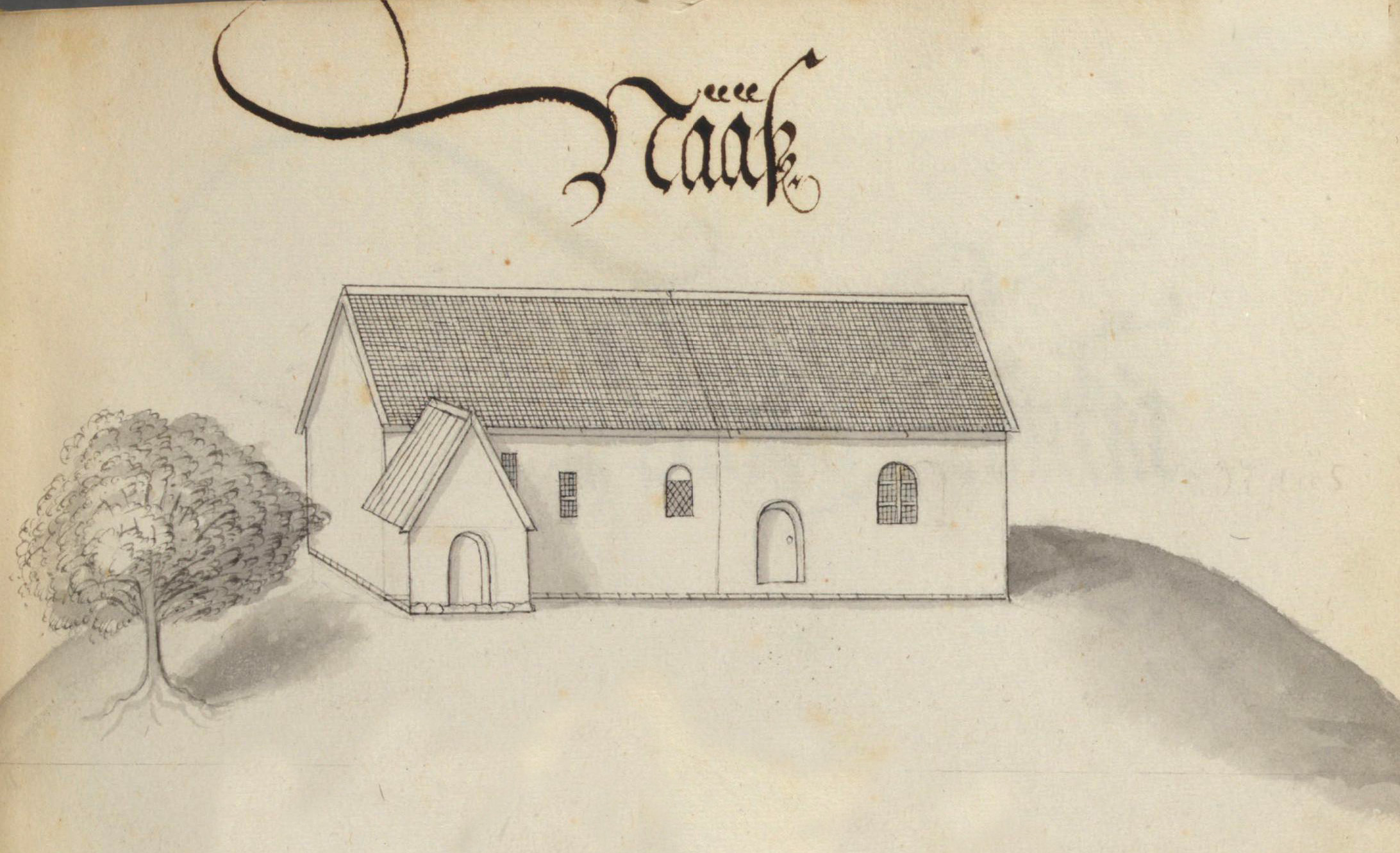
Kyrkan på teckning omkring 1670.

Kyrkan är byggd i sten och har medeltida ursprung. Byggnaden bestod ursprungligen av ett rektangulärt långhus uppfört i sandsten. I öster bör ett kor ha funnits, men inga rester eller avbildningar finns av detta. Från den äldsta kyrkan finns en tympanon sten bevarad som varit placerad över en portal. Den har i relief ett ornament föreställande livsträdet. Redan på 1670-talet var långhuset utbyggt på längden i öst, varvid koret rivits och det nya ingick i långhuset östra del. Från denna tid finns en teckning av kyrkan. På denna har den gamla delen av långhuset tre fönster varav två bör varit ursprungliga. Det tredje har förmodligen utvidgats och försetts med snedställda blybågar samt rundbågig överdel. Ett vapenhus är anlagt på södra sidan alldeles intill västra gaveln. Detta har en rundbågig portal samt sockel, liksom övriga kyrkan. Tillbyggnaden har en egen ingång och ett större rundbågigt fönster med mittpost.
Vid biskopsvisitationen 1690 ansågs kyrkan vara i bristfälligt skick, både byggnaden och inredningen. Stora delar av kyrkan revs och först 1702 utfördes förbättringar av byggnaden då den breddades åt söder och huvudingången flyttades till den västra gaveln. Av de ursprungliga murarna återstod endast norra väggen och den nordligaste delen av västra gaveln.
Åren 1734-1736 byggdes kyrkan om igen. I öster utbyggdes den med ett tresidigt korparti med direkt övergång från långhuset. Ett vapenhus uppfördes framför ingången i västragaveln. Även ett vapenhus byggdes då vid norra sidan och kom senare att nyttjas som sakristia. Nya fönster upptogs som välvdes med tegelsten. År 1874 byggdes tornet samtidigt som sakristian och vapenhuset revs.
År 1941 totalförstördes kyrkan vid en eldsvåda. Lyckligtvis gick ett flertal värdefulla inventarier att rädda. Av kyrkan återstod endast svårt skadade murar, medan all inredning och klockorna hade förstörts. 

## Nuvarande kyrkobyggnad
Efter branden återuppfördes påföljande år en vitputsad tegelkyrka med oförändrad exteriör. Den återinvigas den 13 september 1942.. Arkitekt var Axel Forssén. Tak och tornhuv är skiffertäckta. Entré genom västtornet. Interiör med fasta bänkkvarter och mittgång. Altare mot östväggen med en tredelad altartavla.

## Inventarier
- Dopfunten är kyrkans enda medeltida inventarium.
- Predikstolen är skulpterad 1941 av bildhuggaren Erling Valldeby efter ritningar av Gunnar Erik Ström.
- Altartavlan är målad 1942 av konstnären Saga Walli.
- Nattvardskalk i silver från 1700-talet, omgjord 1823.
- Sockenbudskalk från 1794.
- Ljuskrona daterad till 1688.

### Orglar
- Den orgel som byggts 1875 av Salomon Molander förstördes vid branden 1941.
- År 1942 tillkom en ny orgel byggd av Nordfors & Co. Den utökades och omdisponerades av samma firma 1965 och har sexton stämmor fördelade på två manualer och pedal. Orgeln används inte, men är spelbar. Huvudinstrument är istället en digitalorgel.[3]